# Santiago Muñiz (surfista argentino)
Santiago Muñiz (Mar del Plata, 24 de noviembre de 1992) es un surfista profesional argentino.

## Carrera profesional
En 2011, ganó su primer gran torneo en Panamá. Fue el campeón del Mundial de la ISA (Internacional Surfing Association) más joven de la historia (18 años). En 2018, en Tahara, Japón, la sede de los Juegos Olímpicos 2020 para el surf, logró un nuevo campeonato mundial, que lo clasificó para los Juegos Panamericanos de Lima 2019.
En 2011, Muñiz comenzó a competir en el circuito profesional mundial de la World Surfing League. Fue a algunos torneos y terminó en el puesto 170°. Cada año fue participando en más competiciones y avanzando en el puesto en el ranking QS (Qualyfing Series) hasta terminar en el 46° en el 2016. En 2017 tuvo una lesión en la rodilla que le hizo perder la segunda parte del año y cayó al puesto 116°. En 2018 aspira a ser el primer surfista que representa a la Argentina en llegar al CT.